# پیدر مورک مونستد
پیدِر مورک مونستد (زاده ۱۰ دسامبر ۱۸۵۹ - درگذشته ۲۰ ژوئن ۱۹۴۱) نقاش رئالیست دانمارکی بود. او بیشتر به خاطر نقاشی‌های منظره در سبک واقع گرایانه شناخته می شود. تم اکثر کار های او مناظر برفی زمستانی، آب و جنگل است.
پیدر مورک مونستد در نزدیکی گرینا در دانمارک متولد شد، پدر وی کشتی ساز بود، در سنین پائین به مدرسه هنری واقع در آرهوس دانمارک رفت و به مدت چهار سال در بین سال‌های ۱۸۷۵ تا ۱۸۷۹ در آکادمی سلطنتی هنر های زیبا دانمارک زیر نظر استادان بزرگی چون پیدر سورین کرویر به تحصیل پرداخت. وی در ۱۸۸۲ میلادی سفری به رم، کاپری و سپس پاریس داشت جایی که برای استودیو ویلیام-آدولف بوگرو به کار مشغول شد. مونستد به سفر علاقه بسیاری داشت؛ در سال ۱۸۸۹ به الجزایر سفر کرد سه سال بعد مهمان جرج یکم شاه یونان بود و چند پرتره از خانواده سلطنتی یونان به انجام رساند. وی مدتی بعد، از سوئیس، مصر و اسپانیا بازدید کرد از او کار های ارزشمندی به یادگار مانده که اکثر آنان در کلکسیون‌های شخصی نگهداری می‌شوند.

## گالری آثار

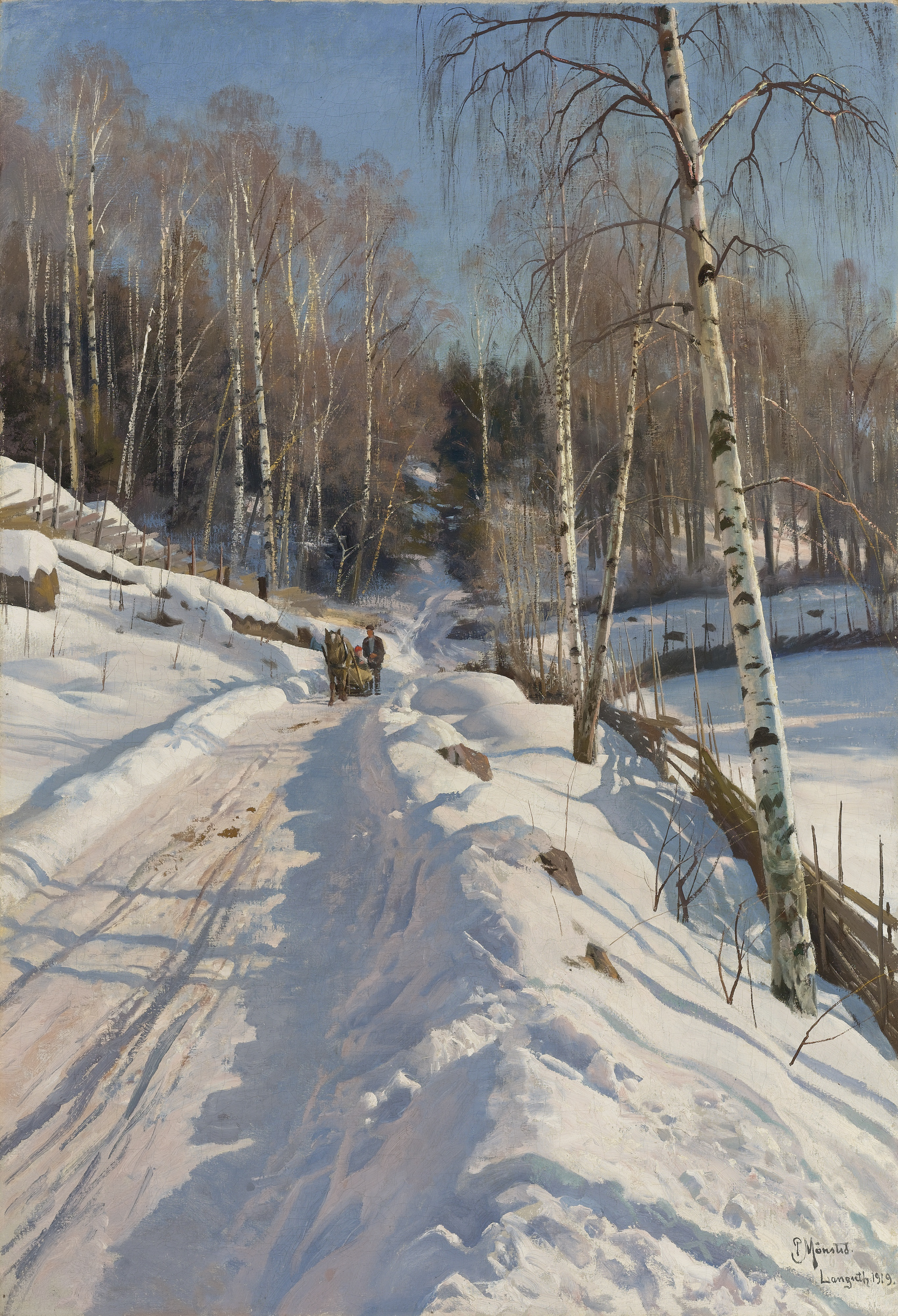
سورتمه سواری در یک روز آفتابی زمستانی
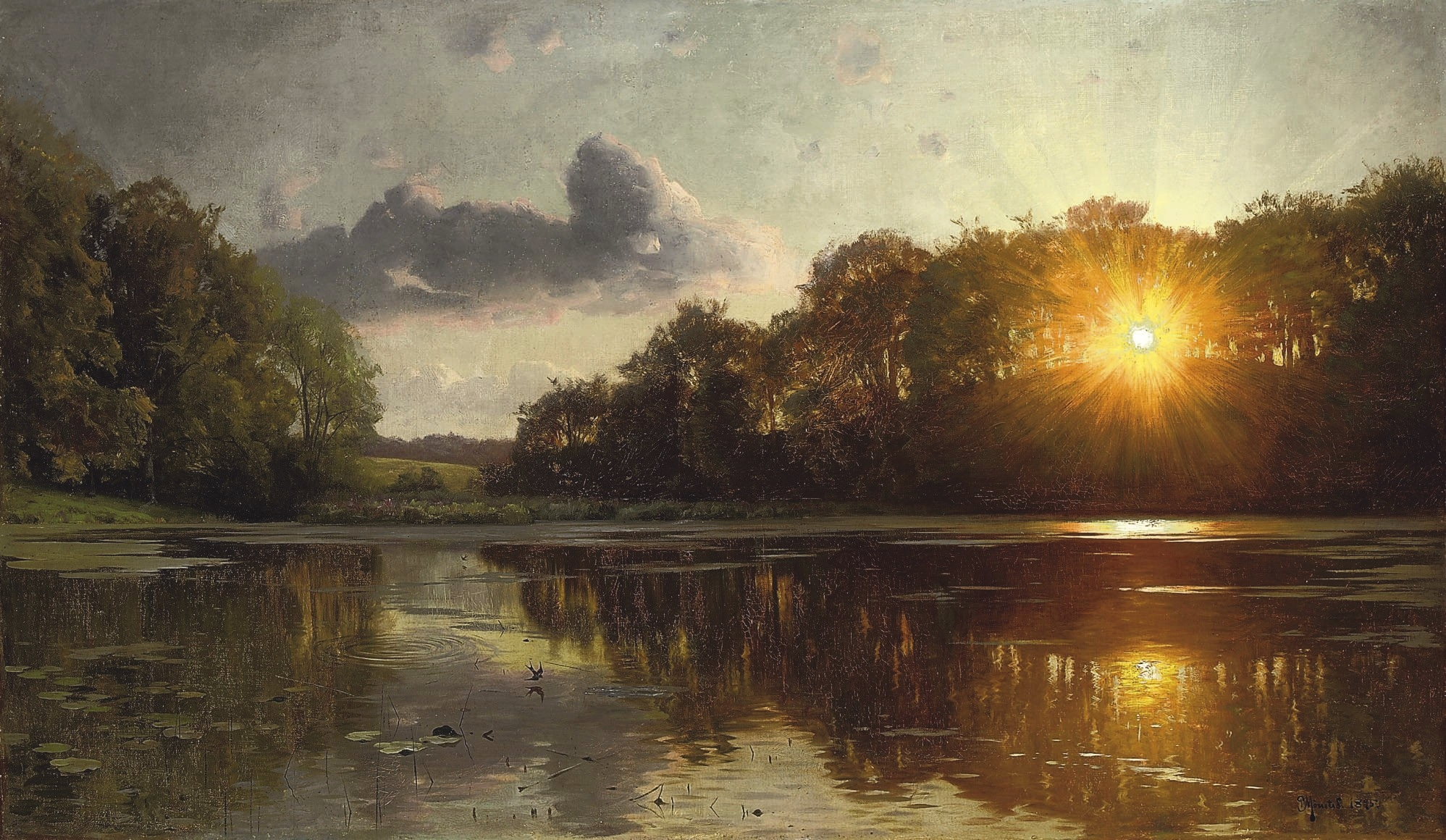
غروب خورشید بر فراز دریاچه جنگلی
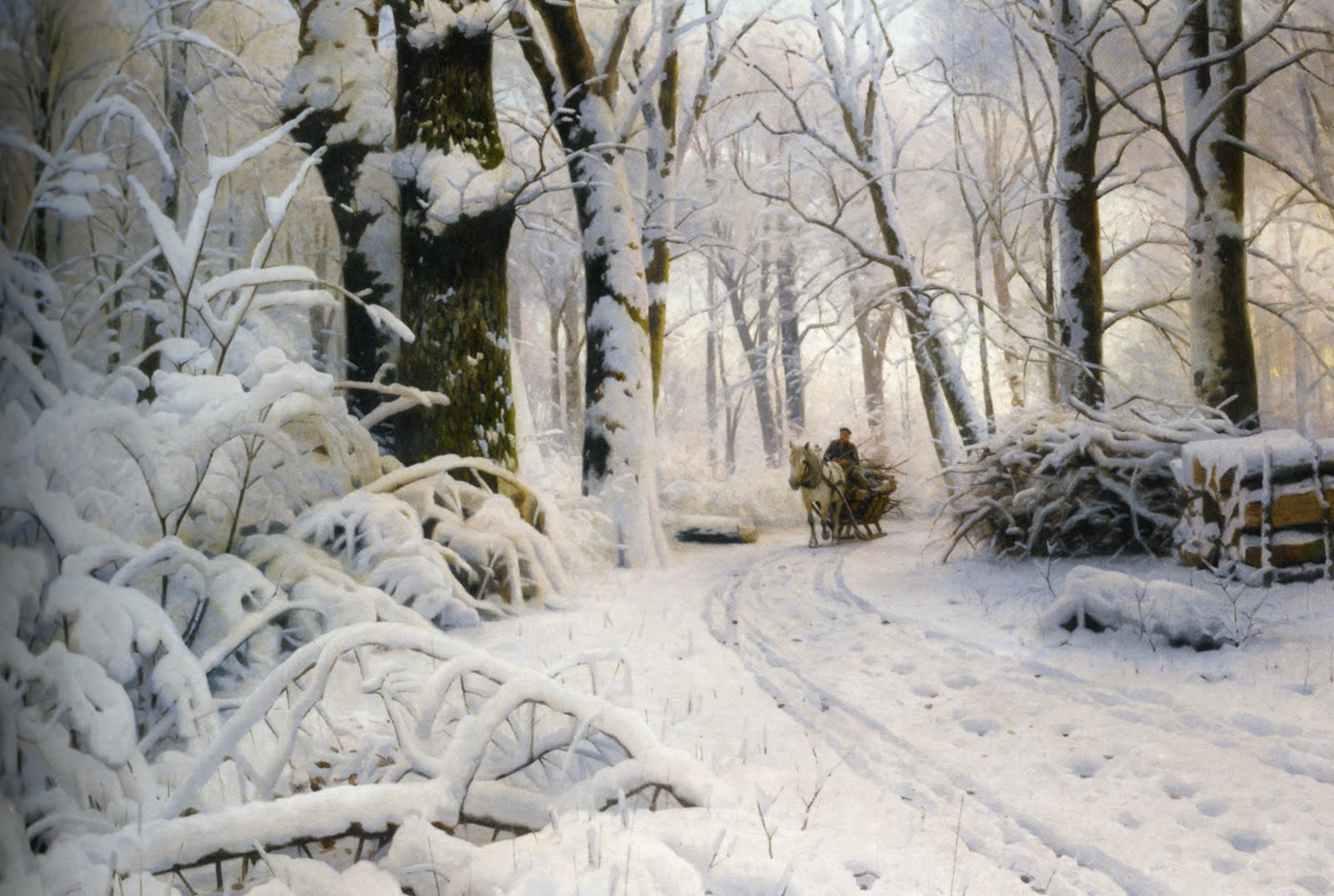
جنگل در برف
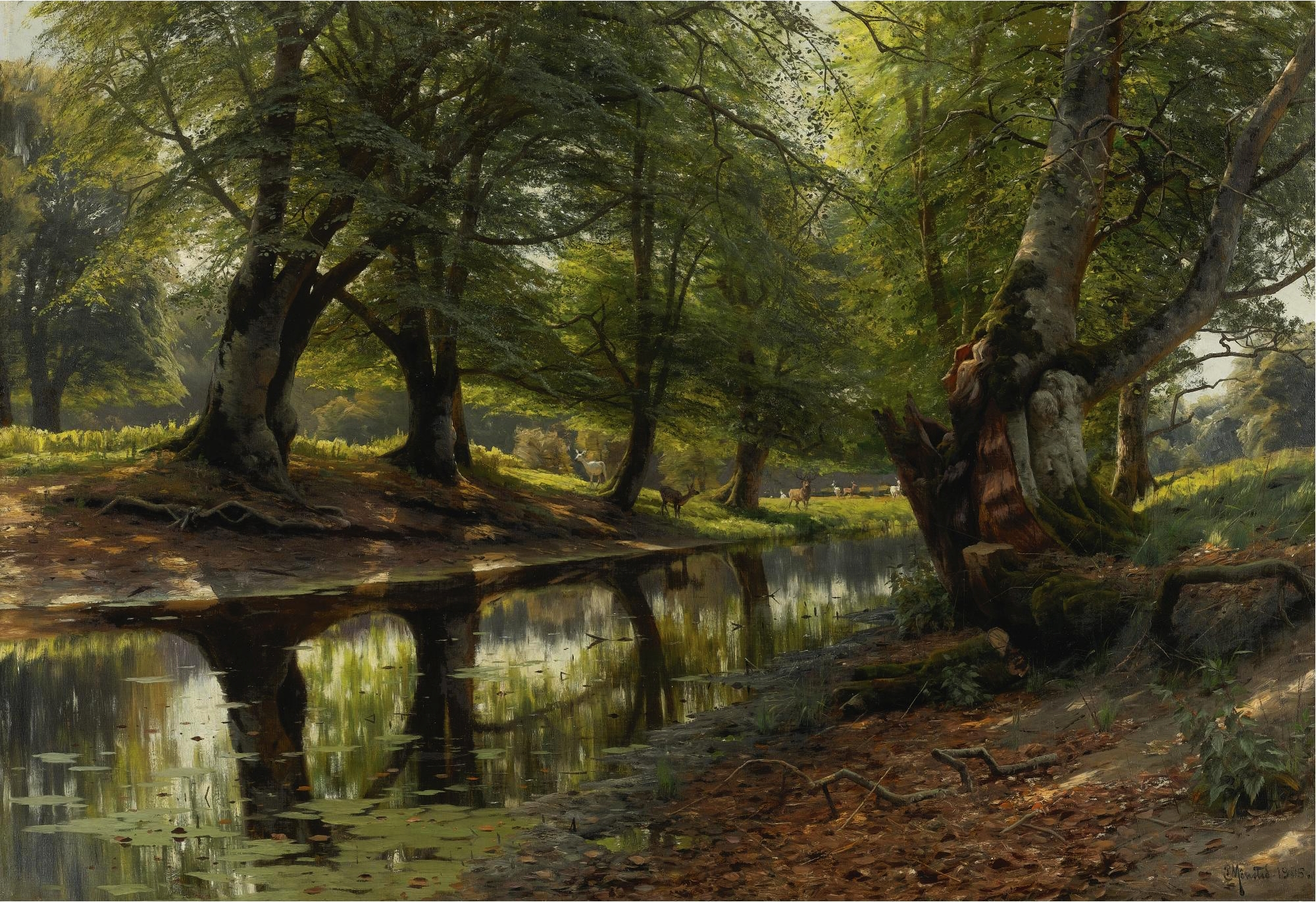
نهر و آهو
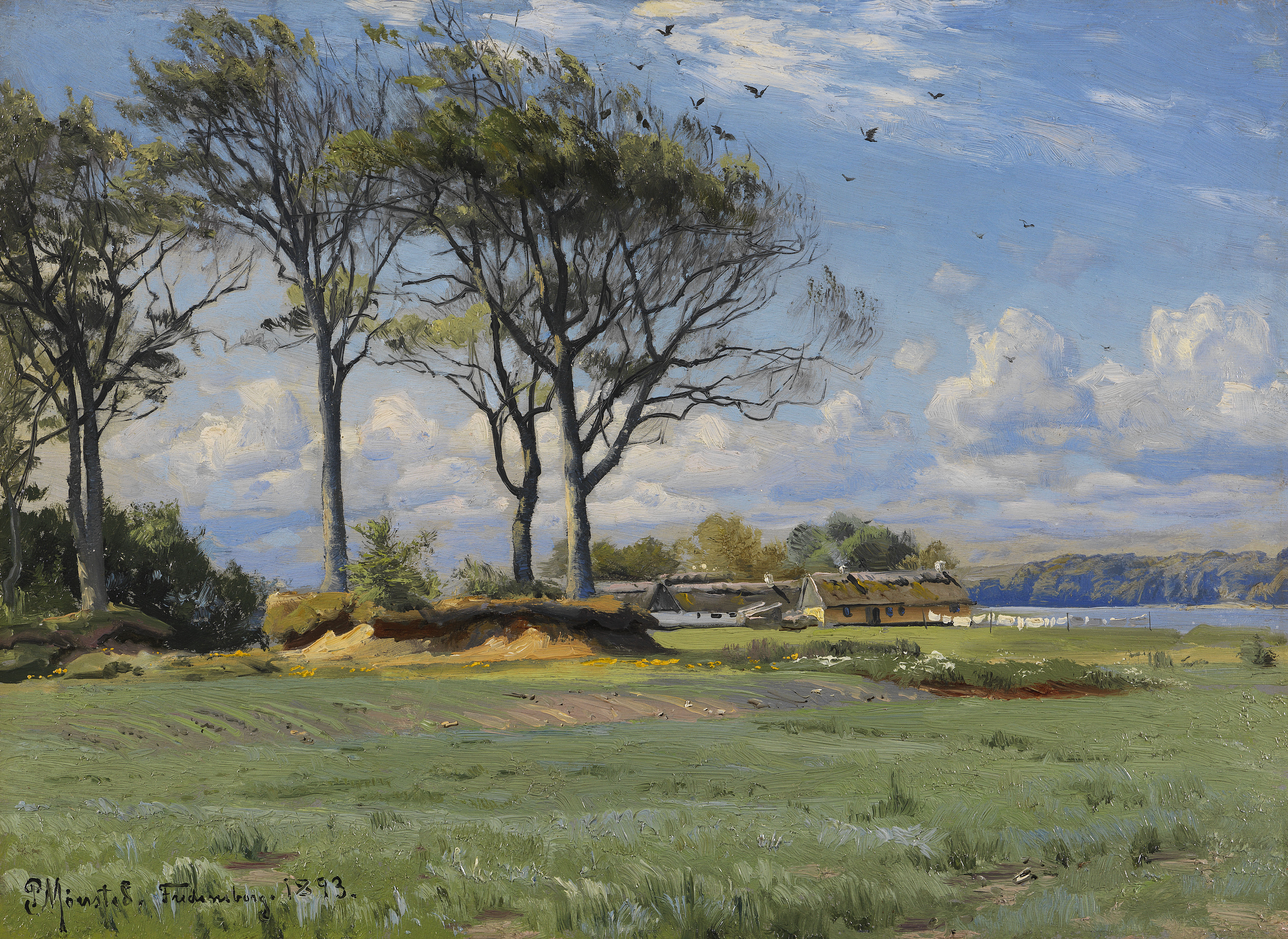
انعکاس بهار
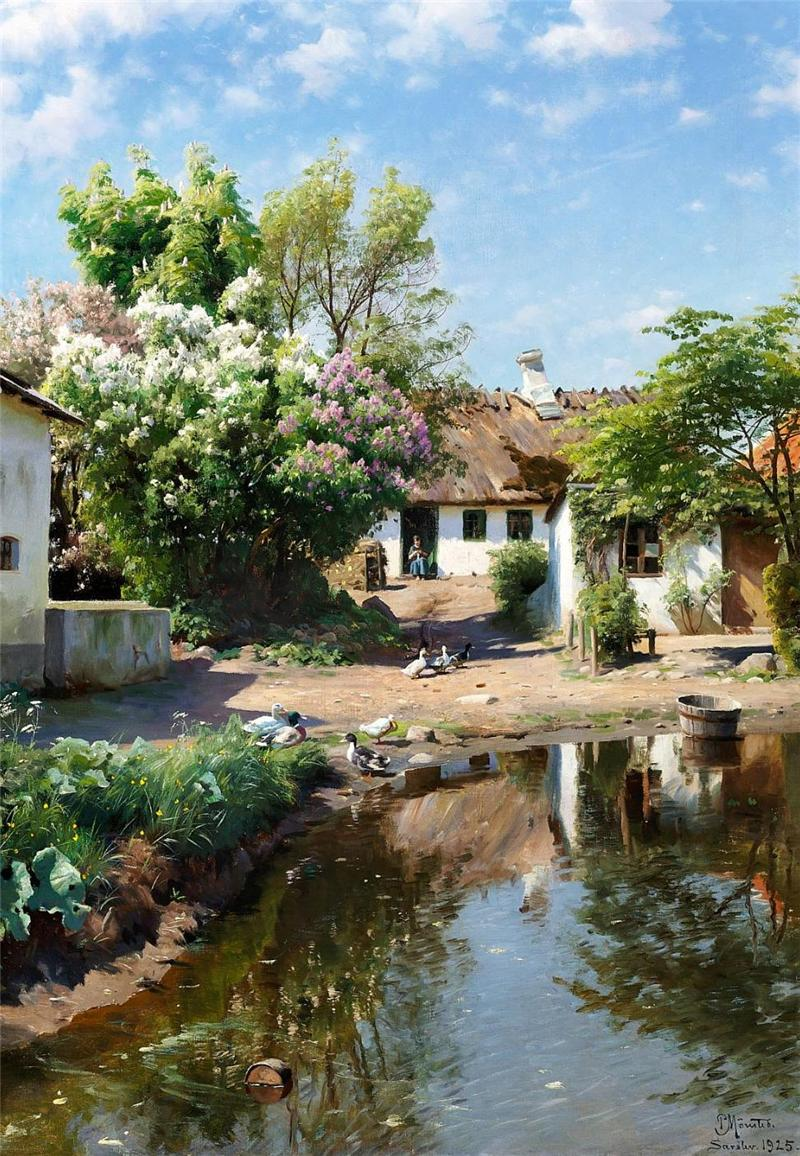
منظره روستا
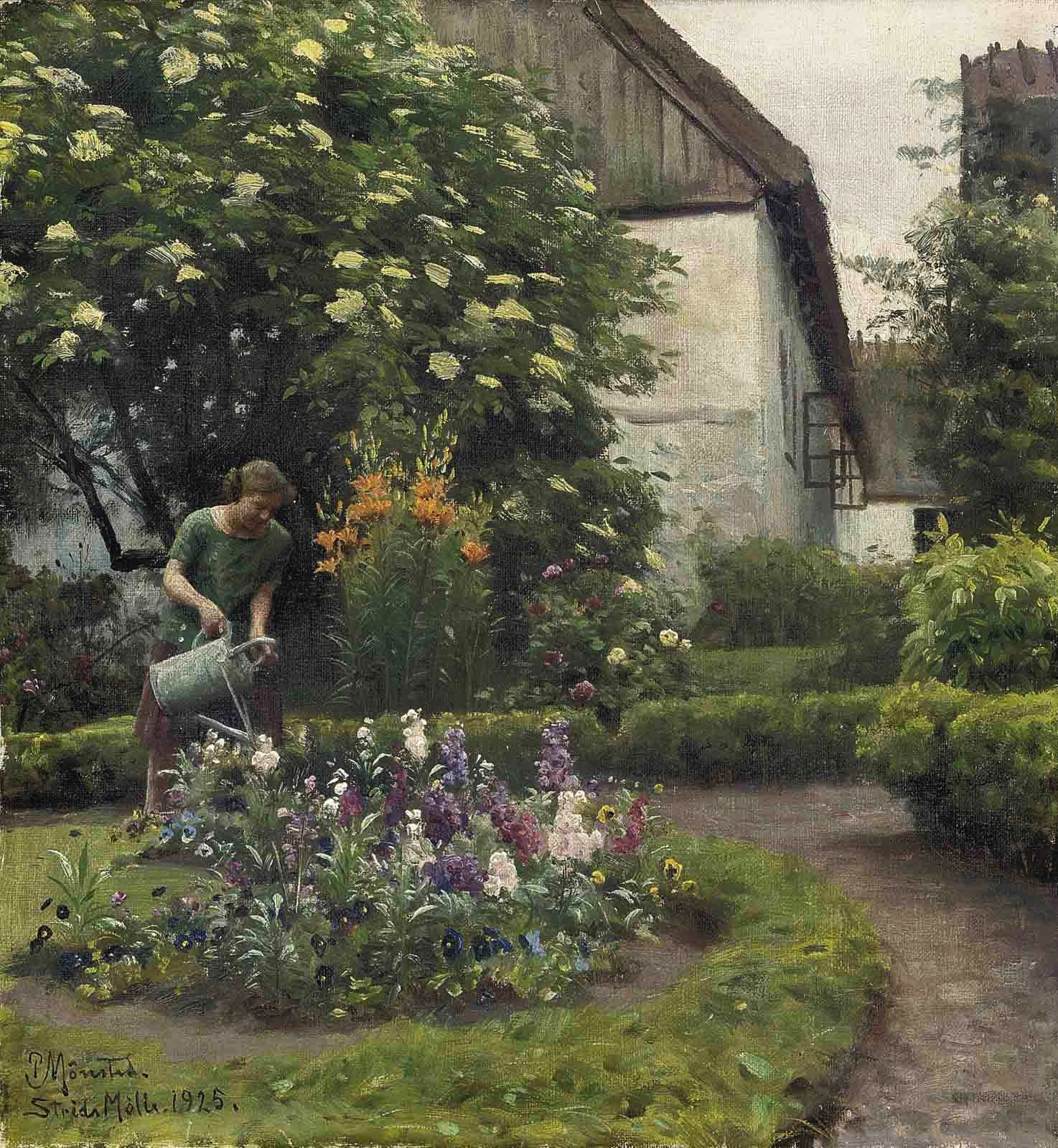
آبیاری باغچه
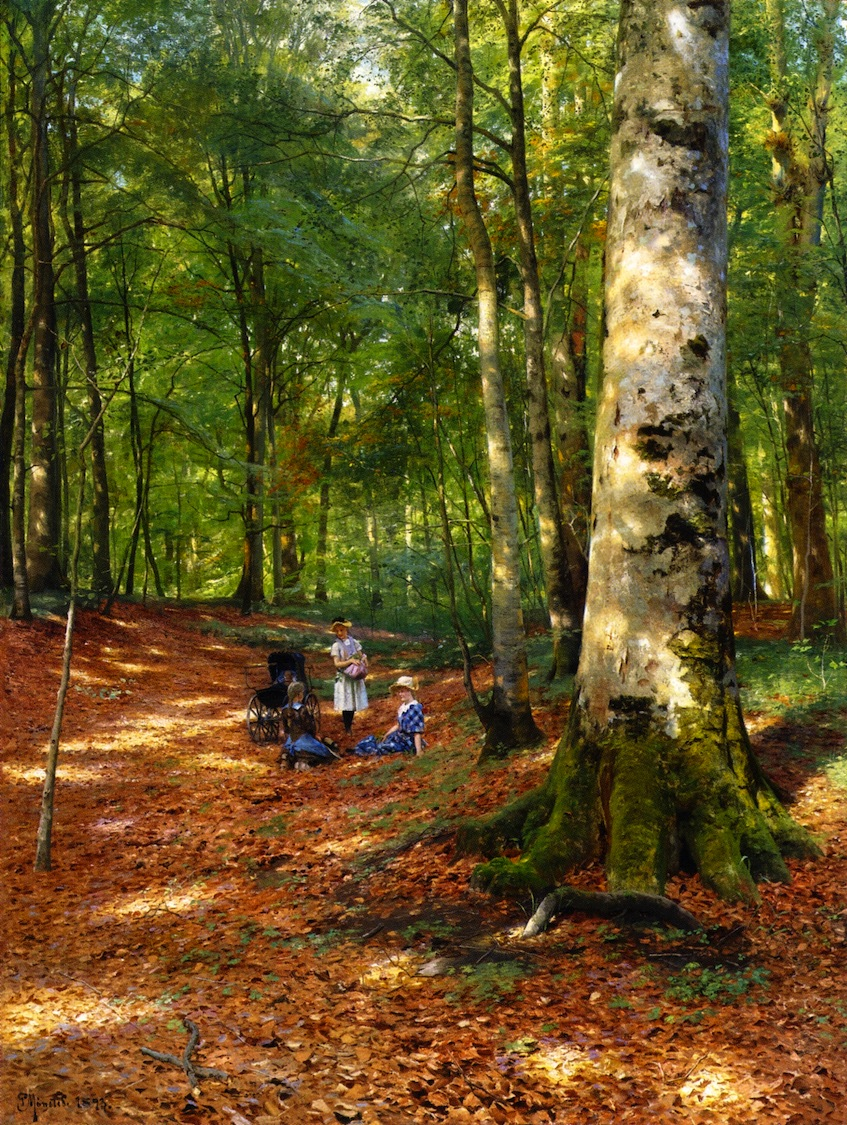
میان جنگل
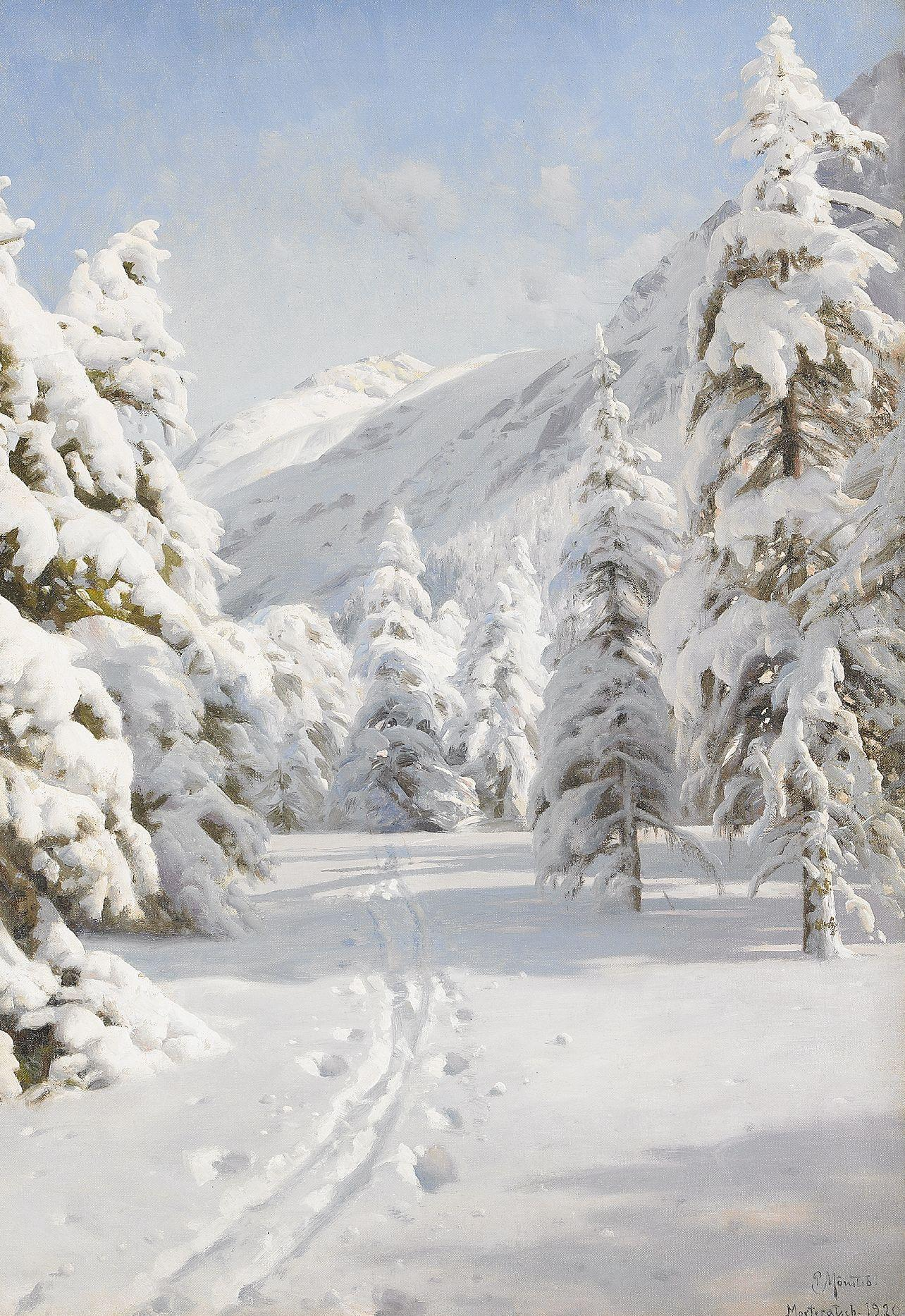
منظره زمستان
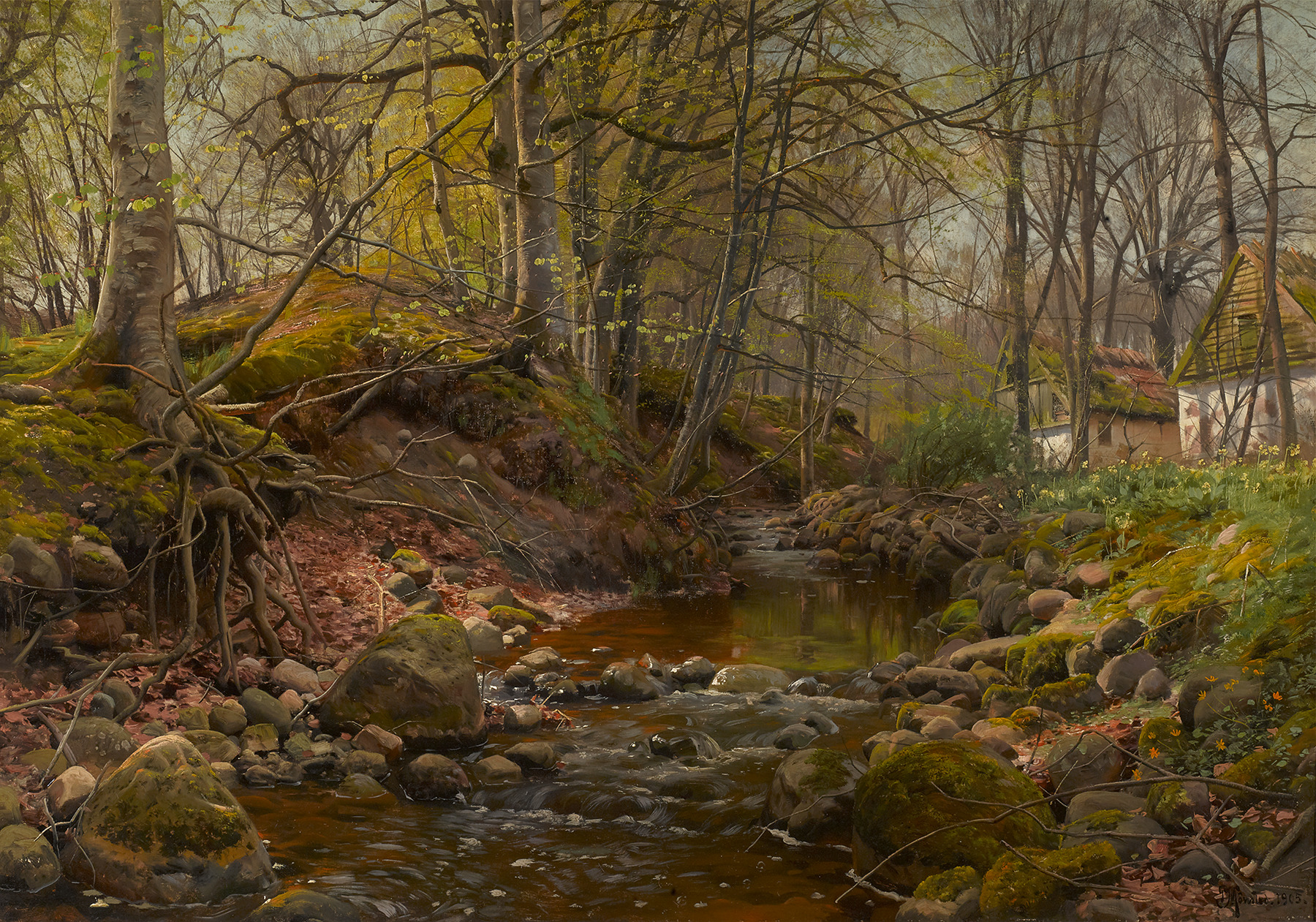
جویبار جنگل